# Acanthornis
Acanthornis is een monotypisch geslacht van vogels uit de familie Australische zangers (Acanthizidae). De enig soort is:
- Acanthornis magna  – Tasmaanse struiksluiper